# 太徳足
太 徳足（おお の とこたり、生没年不詳）は奈良時代の貴族。姓は朝臣。位階は従五位下。名は徳多理とも表記される。

## 経歴
聖武朝後期の天平17年（745年）路野上・鴨石角・田辺高額・楢原東人らとともに外従五位下に昇叙される。翌天平18年（746年）路野上・鴨石角らとともに内位の従五位下に叙せられた。
天平18年（746年）正月の降雪で、左大臣・橘諸兄や大納言・藤原豊成ほか諸王諸臣たちが元正上皇の御在所（中宮の西院）で雪かきをし、それから酒宴が行われている。その際に、上皇の勅命により雪を題材として諸臣が和歌を詠むことになり、徳多理も応詔歌を詠んだ。しかし、その際の和歌を記録しておかなかったため、名前があがっているだけで現在に伝わっていない。

## 官歴
『続日本紀』による。
- 時期不詳：正六位上
- 天平17年（745年）正月7日：外従五位下
- 天平18年（746年）4月22日：従五位下（内位）